# Zom
Zom est une localité située dans le département de Koumbri de la province du Yatenga dans la région Nord au Burkina Faso.

## Santé et éducation
Le centre de soins le plus proche de Zom est le centre de santé et de promotion sociale (CSPS) de Koumbri tandis que le centre hospitalier régional (CHR) se trouve à Ouahigouya.
Zom possède, depuis 1997, une école primaire publique de huit classes, dont trois construites en 2006 avec l'aide de l'ONG espagnole Bibir.